# Truku-Krieg
Xincheng-Zwischenfall (1896) – Hitome-no-seki-Zwischenfall (1902) – Shimaigahara-Zwischenfall (1903) – Wili-Zwischenfall (1906) – Beipu-Aufstand (1907) – Truku-Krieg (1914) – Kosempo-Zwischenfall (1915) – Tapani-Zwischenfall (1915) – Dahun-Zwischenfall (1915–1933) – Wushe-Zwischenfall (1930) – Kobayashi-Zwischenfall (1937)

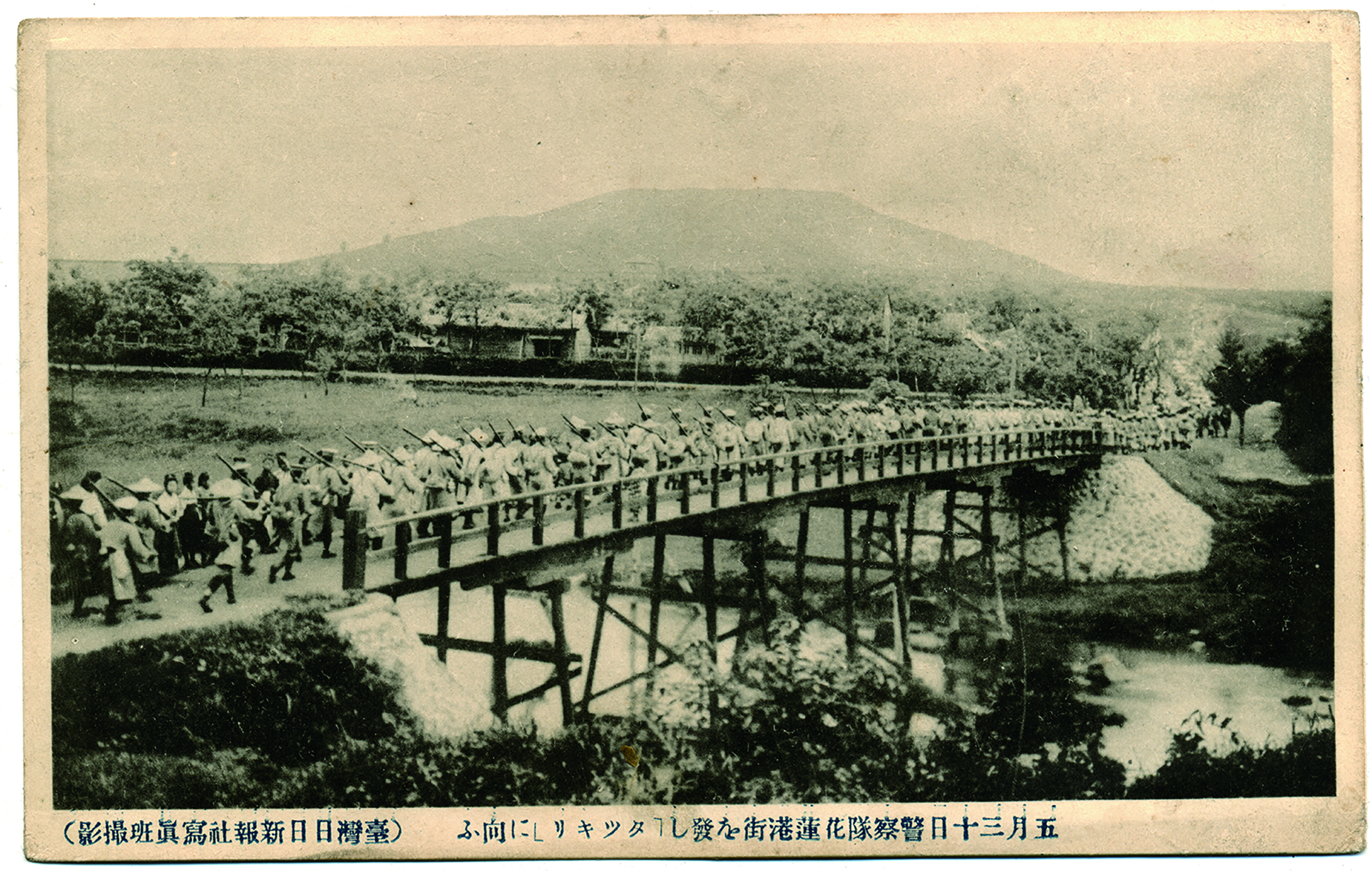
Japanische Polizisten beim Abmarsch ins Truku-Gebiet am 30. Mai 1914

Der Truku-Krieg (Truku: Tnegjyalan Truku, chinesisch: 太魯閣戰爭 Tàilǔgé zhànzhēng, japanisch: 太魯閣戦争 Taroko Sensō) war ein bewaffneter Konflikt zwischen dem taiwanischen Ureinwohnervolk der Truku und dem Kaiserlich Japanischen Heer zur Zeit der japanischen Kolonialherrschaft über Taiwan im Jahr 1914.

## Hintergrund
Zu Beginn der japanischen Herrschaft über Taiwan im Jahr 1895 waren die unwegsamen Berge im Osten der Insel den Japanern fast völlig unbekannt und außerhalb der Reichweite der Behörden. Um an die dortigen reichen natürlichen Ressourcen zu gelangen, machten sich die Kolonialherren an die Erschließung des Gebiets, indem sie mehrere Expeditionen zur Erkundung durchführten, erste Straßen und Polizeistationen anlegten und mit der Gewinnung von Kampferholz begannen. Dabei kam es regelmäßig zu Spannungen und blutigen Konflikten mit den Bewohnern der Berge, den Truku. Die Japaner waren der Überzeugung, dass eine Befriedung und Erschließung des Gebietes nur durch die militärische Unterwerfung der Truku erreicht werden könne.

## Der Feldzug

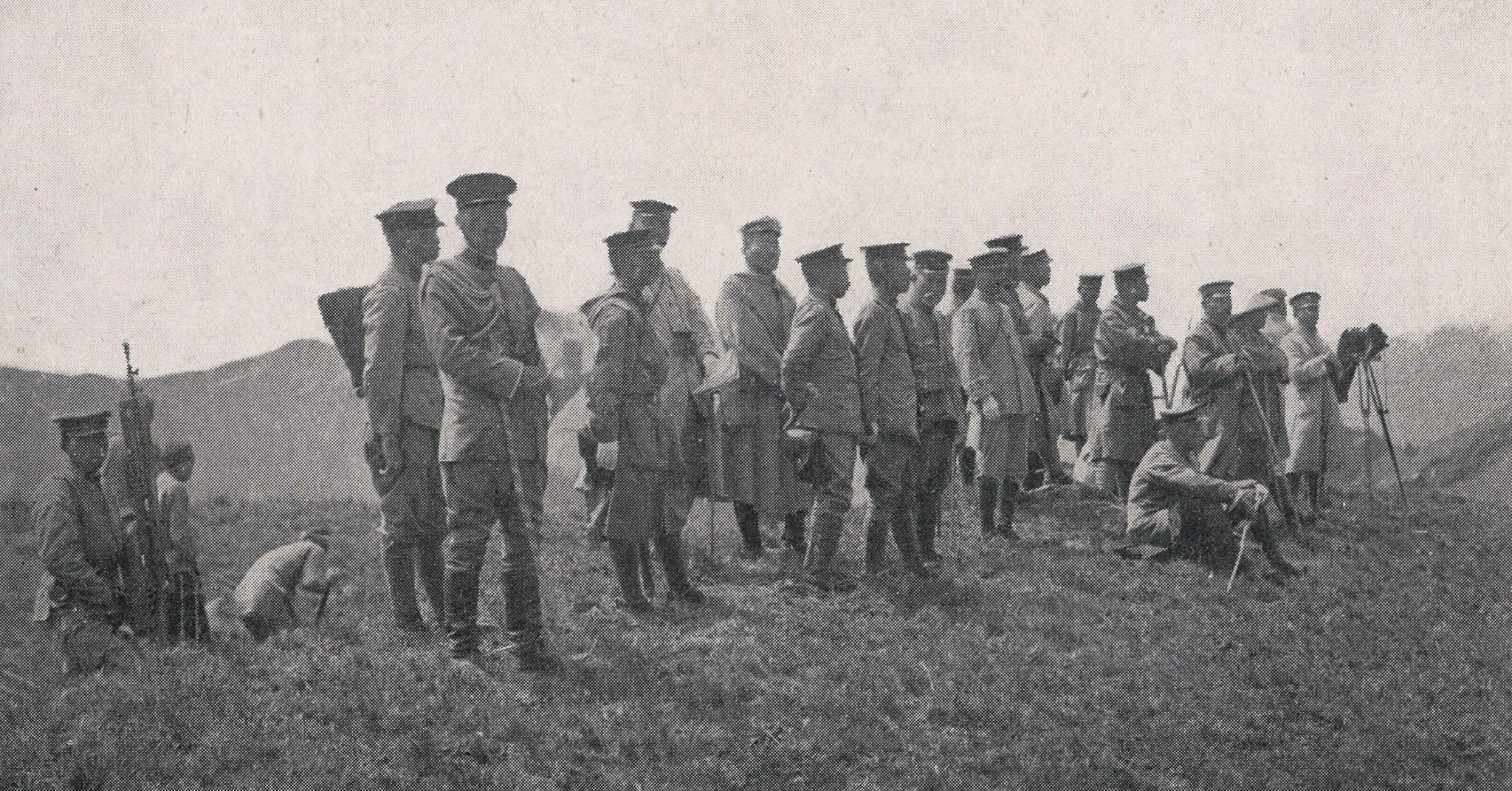
Generalgouverneur Sakuma (Mitte) und Offiziere am Hehuan-Berg (27. Mai)

Nach etwa zweijähriger Vorbereitung gab der Generalgouverneur von Taiwan Sakuma Samata am 17. Mai 1914 den Befehl zum Beginn der Militäroperation. Die Invasion in das Gebiet der Truku begann am 31. Mai, indem Truppen von Westen und Osten her einrückten. Sakuma standen dabei etwa 11.000 Soldaten und Polizisten zur Verfügung, während die Truku nicht mehr als etwa 3.000 kampffähige Männer zählten, neben traditionellen Waffen nur über alte Gewehre verfügten und dem Feind lediglich in einem Guerillakrieg begegnen konnten. Die Japaner eroberten Dorf für Dorf im Gebiet der heutigen Gemeinden Xiulin und Wanrong, wobei sich einige Siedlungen kampflos ergaben, andere heftigen Widerstand leisteten. Obwohl das Terrain den japanischen Vormarsch erschwerte, war der Kampf für die Ureinwohner schließlich aussichtslos. Holok Naowi, der bedeutendste Anführer der Truku, kapitulierte am 3. Juli, doch erst am 28. August erklärten die Japaner den Feldzug für beendet. Sie hatten auf dem Feldzug 364 Mann verloren, die Verluste der Truku sind nicht bekannt.

## Folgen
Nach der Unterwerfung der Truku wurden auf ihrem Gebiet viele Polizeistationen errichtet und Straßen gebaut. Die intensive Erschließung natürlicher Ressourcen begann. Die Japaner beabsichtigten, die traditionelle Lebensweise der Ureinwohner, die sie als Hindernis für ihre Zivilisierung sahen, umzuwandeln. Zu diesem Zweck wurden viele Truku vom Gebirge ins Flachland umgesiedelt. Eine weitere Maßnahme bestand in der Einrichtung von Schulen, in denen Kindern die japanische Sprache und Kultur beigebracht werden sollten. Jagd und traditionelle Landwirtschaft wurden erschwert, stattdessen wurden die Produktion von Seide sowie der Anbau von Ramie und Tabak gefördert. In der Folgezeit verbesserte sich das Verhältnis zwischen Japanern und Truku. Bei der Unterwerfung der Sediq im Zuge des Wushe-Zwischenfalls stellten die Truku einen großen Teil der japanischen Hilfstruppen.